# José Luis Giera Tejuelo
José Luis Giera Tejuelo (nascido em 28 de julho de 1985) é um jogador espanhol de futebol de 5.

## Paralimpíadas
Integrou a seleção espanhola de futebol de 5 que conquistou a medalha de bronze nos Jogos Paralímpicos de Londres 2012 ao derrotar a Argentina por 1 a 0. Participou também dos Jogos Paralímpicos da Rio 2016.

## Reconhecimento
Em 2013, foi condecorado com a medalha de bronze da Real Ordem ao Mérito Esportivo.